# Ephies thailandensis
Ephies thailandensis är en skalbaggsart som beskrevs av Hayashi och Jean François Villiers 1989. Ephies thailandensis ingår i släktet Ephies och familjen långhorningar. Inga underarter finns listade i Catalogue of Life.